# Clyde Arc
 (juillet 2023).
Si vous disposez d'ouvrages ou d'articles de référence ou si vous connaissez des sites web de qualité traitant du thème abordé ici, merci de compléter l'article en donnant les références utiles à sa vérifiabilité et en les liant à la section « Notes et références ».
Le Clyde Arc est un pont routier qui enjambe le fleuve Clyde à Glasgow en Écosse. 
Il relie Finnieston, près du Clyde Auditorium et du Scottish Exhibition and Conference Centre (SECC) avec Pacific Quay et le Glasgow Science Centre à Govan.

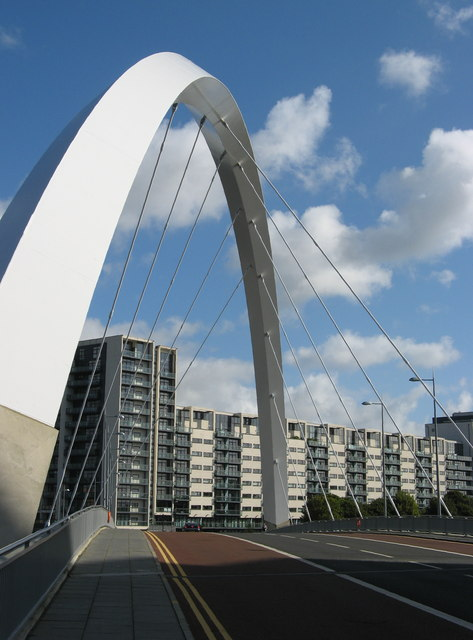
Le Clyde Arc.